# Yoshinori Chiba
Pour les articles homonymes, voir Chiba (homonymie).
Yoshinori Chiba (千葉善紀, Chiba Yoshinori) est un producteur de cinéma japonais.

## Filmographie
- 1990 :
  - Shootfighter Tekken: Round 1
  - Shootfighter Tekken: Round 2
  - Shootfighter Tekken: Round 3
- 1991 : Zeiramu
- 1995 :
  - Shin kanashiki hittoman
  - Eko eko azaraku
  - Zero Woman 2
  - Zero Woman: Keishichô 0-ka no onna
- 1996 :
  - Graine de Yakuza (Titre original : Gokudô sengokushi: Fudô)
  - Eko eko azaraku II
  - Dragon Blue
  - Makai tenshô: mado-hen
  - Tokyo Mafia: Battle for Shinjuku
- 1997 : Onibi, le démon (titre original : Onibi)
- 1998 : Eko eko azaraku III
- 1999 : Shin karajishi kabushiki kaisha
- 2003 : Jigoku kôshien
- 2005 :
  - Death Trance
  - Rinjin 13-gô